# Розслідування (фільм, 1980)
«Розслідування» (рос. «Расследование») — радянський художній фільм 1980 року, детектив.

## Сюжет
Злодій-рецидивіст Воробйов (Володимир Самойлов) спланував зухвалу крадіжку у великому універмазі Москви, на Арбаті, і йому вдалося втілити задум. Поки він перебував у в'язниці, його спільники вночі в тому самому універмазі під виглядом працівників-комунальників здійснюють крадіжку з ювелірного відділу загалом на понад 300 тисяч карбованців. З відділу встигає надійти сигнал тривоги, але цінності вдається заховати раніше. Однак вони зникають наступного ранку. Щоб розібратися, Воробйов здійснює втечу. В цей час оперативна група Московського карного розшуку на чолі з полковником Єрмілововим (Андрій Мягков) веде розслідування. Членам групи стає зрозуміло, хто скоїв пограбування — всі троє спільників Воробйова, раніше судимі за статтями «крадіжка», «спекуляція», «шахрайство». До кінця фільму залишається загадкою — хто ж присвоїв викрадені коштовності.

## У ролях
- Андрій Мягков —  Єрмілов, полковник міліції, слідчий
- Володимир Самойлов —  Воробйов, бандит
- Микола Трофімов —  Непейвода, бандит
- Олександр Мартинов —  Скопов, зять Непейводи
- Наталія Фатєєва —  Рєзнікова, дружина Воробйова, співучасниця
- Лариса Удовиченко —  продавчиня універмагу, коханка Скопова
- Майя Булгакова —  Лаптєва
- Михайло Кононов —  Лосєв, співробітник міліції
- Володимир Носик —  Міхлін, співробітник міліції
- Герман Качин —  Оглядін, бандит
- Борис Юрченко —  Лаптєв
- Ігор Косухін —  Олексій Зараєв, грабіжник
- Жанна Агасян — стюардеса
- Юлія Цоглин —  епізод

## Знімальна група
- Режисер — Михайло Рик
- Сценаристи — Михайло Маклярський, Євген Кречет
- Оператор — Ігор Богданов
- Композитор — Едуард Артем'єв
- Художник — Борис Царьов